# Heinrich Hanselmann
Heinrich Hanselmann, född 15 september 1885, död 29 februari 1960, var en schweizisk läkepedagog.
Efter studier och arbete inom olika ungdomsvårdande organisationer grundade Hanselmann 1925 Alisbrunns Landerziehungsheim för svåruppfostrade och utvecklingshämmade barn, vilket kom att bli förebild för flera liknande anläggningar. 1931 blev han kallad till professor i läkepedagogik i Zürich och blev 1937 president för Internationale Gesellschaft für Heilpädagogik. Hanselmann verkade som rådgivare och föreläsare i uppfostrings- och livsfrågor medverkade bland annat i två kurser på Siljanskolan i Tällberg. Bland hans omfattande skrifter märks Einführung in die Heilpädagogik (1930, svensk översättning 1939), Erziehungs-beratung (1937), Problembarn och barnproblem (1937) och Grundlinjen zu einer Theorie der Sondererziehung (1941). Till Hanselmanns 60-årsdag utkom Festschift zum Professor Hanselmann (1945).